# Laurie Main
Laurie Main (* 29. November 1922 in Melbourne; † 8. Februar 2012 in Los Angeles) war ein australischer Schauspieler.
Main verließ seine Heimat im Alter von 16 Jahren und ging zunächst nach England, wo er als Schauspieler beim Tourneetheater unterkam. Ab 1953 war er auch in Kinofilmen zu sehen. Ende der 1950er Jahre ging er in die Vereinigten Staaten, wo er bei Agnes Moorehead Schauspielunterricht nahm. Er spielte am Broadway u. a. neben Eartha Kitt und in zahlreichen Fernsehserien; seine wohl bekannteste Rolle war die des Gastgebers und Erzählers in  Walt Disneys Welcome to Pooh Corner. Weiterhin übernahm er in einigen Kinofilmen wichtige Nebenrollen.

## Filmografie (Auswahl)
- 1956: Die Abenteuer von Robin Hood (The Adventures of Robin Hood; Fernsehserie, 1 Folge)
- 1962: Kein Fall für FBI (The Detectives; Fernsehserie, 1 Folge)
- 1965: Privatdetektivin Honey West (Honey West; Fernsehserie, 1 Folge)
- 1966–1969: Ein Käfig voller Helden (Hogan’s Heroes; Fernsehserie, 4 Folgen)
- 1970: Einst kommt der Tag... (On a Clear Day You Can See Forever)
- 1970: Darling Lili
- 1977: Der tolle Käfer in der Rallye Monte Carlo (Herbie Goes to Monte Carlo)
- 1981: Tarzan – Herr des Urwalds (Tarzan the Ape Man)